# Самоубийства в Беларуси
Самоубийства в Беларуси являются распространённой причиной неестественной смерти в стране, которая в 2016 году вошла в десятку стран мира по общему количеству самоубийств на 100 000 человек.

## Причины
Цифры показывают, что существует корреляция между потреблением алкоголя и уровнем самоубийств в Беларуси; большинство людей, совершивших самоубийство или пытавшихся покончить с собой, злоупотребляли алкоголем не менее года до своей смерти. Алкоголь в Беларуси можно купить очень дёшево, что делает его легкодоступным и усугубляет проблему.
Исследования показывают, что интоксикационно-ориентированный стиль потребления алкоголя является фактором риска суицида.
Белорусы, как правило, не обращаются за помощью или консультацией, поскольку они боятся попасть в список лиц, получающих психиатрическое лечение, в результате чего около 90 % людей, покончивших с собой, никогда не обращались за психиатрической помощью.
Наиболее распространённым способом самоубийства является повешение или прыжки, что составляет около 80 % от общего числа самоубийств.

## Статистика
Статистика 2012 года показала, что больше белорусов совершили самоубийство, чем погибло в результате дорожно-транспортных происшествий. Большое количество самоубийств в стране происходит в сельской местности, в отличие от других стран с более высоким рейтингом.
| Уровень самоубийств (на 100 000 человек) в разбивке по полу, Белоруссия, 1981—2009 гг. | Уровень самоубийств (на 100 000 человек) в разбивке по полу, Белоруссия, 1981—2009 гг. | Уровень самоубийств (на 100 000 человек) в разбивке по полу, Белоруссия, 1981—2009 гг. | Уровень самоубийств (на 100 000 человек) в разбивке по полу, Белоруссия, 1981—2009 гг. | Уровень самоубийств (на 100 000 человек) в разбивке по полу, Белоруссия, 1981—2009 гг. | Уровень самоубийств (на 100 000 человек) в разбивке по полу, Белоруссия, 1981—2009 гг. | Уровень самоубийств (на 100 000 человек) в разбивке по полу, Белоруссия, 1981—2009 гг. | Уровень самоубийств (на 100 000 человек) в разбивке по полу, Белоруссия, 1981—2009 гг. | Уровень самоубийств (на 100 000 человек) в разбивке по полу, Белоруссия, 1981—2009 гг. |
| Пол                                                                                    | 1981 г.                                                                                | 1985 г.                                                                                | 1990 г.                                                                                | 1995 г.                                                                                | 2000 г.                                                                                | 2003 г.                                                                                | 2007 г.                                                                                | 2009 г.                                                                                |
| -------------------------------------------------------------------------------------- | -------------------------------------------------------------------------------------- | -------------------------------------------------------------------------------------- | -------------------------------------------------------------------------------------- | -------------------------------------------------------------------------------------- | -------------------------------------------------------------------------------------- | -------------------------------------------------------------------------------------- | -------------------------------------------------------------------------------------- | -------------------------------------------------------------------------------------- |
| Мужской                                                                                | 43,0                                                                                   | 40,6                                                                                   | 34,5                                                                                   | 56,1                                                                                   | 63,6                                                                                   | 63,3                                                                                   | 48,7                                                                                   | 49,6                                                                                   |
| Женский                                                                                | 8,7                                                                                    | 8,0                                                                                    | 8,0                                                                                    | 9.4                                                                                    | 9,5                                                                                    | 10.3                                                                                   | 8,8                                                                                    | 9,8                                                                                    |
| Общий                                                                                  | 24,6                                                                                   | 19.1                                                                                   | 20,4                                                                                   | 31,2                                                                                   | 34,9                                                                                   | 35,1                                                                                   | 27,4                                                                                   | 28,4                                                                                   |
| Источник : Всемирная организация здравоохранения                                       |                                                                                        |                                                                                        |                                                                                        |                                                                                        |                                                                                        |                                                                                        |                                                                                        |                                                                                        |

| Количество самоубийств по возрастным группам и полу, Белоруссия, 2009 г. | Количество самоубийств по возрастным группам и полу, Белоруссия, 2009 г. | Количество самоубийств по возрастным группам и полу, Белоруссия, 2009 г. | Количество самоубийств по возрастным группам и полу, Белоруссия, 2009 г. | Количество самоубийств по возрастным группам и полу, Белоруссия, 2009 г. | Количество самоубийств по возрастным группам и полу, Белоруссия, 2009 г. | Количество самоубийств по возрастным группам и полу, Белоруссия, 2009 г. | Количество самоубийств по возрастным группам и полу, Белоруссия, 2009 г. | Количество самоубийств по возрастным группам и полу, Белоруссия, 2009 г. | Количество самоубийств по возрастным группам и полу, Белоруссия, 2009 г. |
| ------------------------------------------------------------------------ | ------------------------------------------------------------------------ | ------------------------------------------------------------------------ | ------------------------------------------------------------------------ | ------------------------------------------------------------------------ | ------------------------------------------------------------------------ | ------------------------------------------------------------------------ | ------------------------------------------------------------------------ | ------------------------------------------------------------------------ | ------------------------------------------------------------------------ |
| Возраст (лет)                                                            | 5-14                                                                     | 15-24                                                                    | 25-34                                                                    | 35-44                                                                    | 45-54                                                                    | 55-64                                                                    | 65-74                                                                    | 75+                                                                      | Все                                                                      |
| Мужчины                                                                  | 9                                                                        | 270                                                                      | 445                                                                      | 439                                                                      | 464                                                                      | 282                                                                      | 184                                                                      | 145                                                                      | 2238                                                                     |
| Женщины                                                                  | 3                                                                        | 45                                                                       | 74                                                                       | 69                                                                       | 96                                                                       | 64                                                                       | 80                                                                       | 74                                                                       | 505                                                                      |
| Общий                                                                    | 12                                                                       | 315                                                                      | 519                                                                      | 508                                                                      | 560                                                                      | 346                                                                      | 264                                                                      | 219                                                                      | 2743                                                                     |
| Источник : Всемирная организация здравоохранения                         |                                                                          |                                                                          |                                                                          |                                                                          |                                                                          |                                                                          |                                                                          |                                                                          |                                                                          |

Исследователи отмечают, что устойчивое различие уровня самоубийств в Брестской и Витебской областях регистрировалось в течение более чем полувека (доступны данные с 1966 года), то есть имела место устойчивая тенденция, обусловленная определённым эпидемиологическим механизмом, а в 2012 году характер этого отношения внезапно изменяется. Характер искажений статистики суицидов позволяет говорить о том, что их причиной являются статистические манипуляции с целью занижения уровня этого важного социального индикатора.